# Чэнь, Мишель
Чэнь Яньси́ (кит. трад. 陳妍希, упр. 陈妍希, пиньинь Chén Yánxī, известная как Мишель) — тайваньская певица, актриса.

## Биография
Родилась и выросла в Тайбэе. По окончании средней школы поступила в Юго-западную академию в Калифорнии (США). В 2005 году окончила Университет Южной Калифорнии со степенью бакалавра в бизнес-администрировании. Свободно владеет английским, севернокитайским и тайваньским. В 2006 году во время пребывания Чэнь на Тайване её заметил продюсер Энджи Чэй. Чэнь хотела быть певицей, но Чэй убедил её заняться актёрской карьерой.
В 2007 году Чэнь подписала контракт с Comic Dialogue Theme. Она исполнила несколько второстепенных ролей в фильмах и сериалах.
В 2009 году Чэнь досталась главная роль в фильме Hear Me: она сыграла пловчиху с нарушением слуха. Зрители хорошо приняли роль, актриса была номинирована на премию «Золотая лошадь» 46-го Тайбэйского кинофестиваля.
В 2011 году Чэнь сыграла главную роль в тайваньском фильме You Are the Apple of My Eye. Фильм получил рекордные сборы в прокате, став четвёртым за всю историю тайваньского кинематографа. В саундтреке к фильму звучала песня, написанная и исполненная актрисой. Роль также принесла ей номинацию на «Золотую лошадь». Также успех кинокартины помог получит роль в фильме Badges of Fury с участием Джета Ли, Донни Йена и Саймона Йама.
В мае 2013 года Чэнь выпустила дебютный музыкальный альбом Me, Myself, and I. В него вошло несколько песен, написанных ей самой.
В 2016 Чэнь получила роль в совместном китайско-американском фильме Pali Road, где её партнёром стал Джексон Рэтбоун.

## Награды

### Кинематограф и телевидение
| Year | Awards                                                       | Notes |
| ---- | ------------------------------------------------------------ | --- |
| 2016 | 19th Huading Awards Best Actress (Ancient) The Legend of Qin | Номинация |
| 2015 | 17th Huading Awards Best Actress (Ancient)                   | Победа |
| 2012 | Asia Rising Star                                             | Winner — «Asia Rising Star» award at the Asian Film Festival in New York City, United States                                                         |
| 2012 | Asian Film Awards                                            | Nominee — Best Actress — Michelle Chen — You Are the Apple of My Eye Nominee — Favorite Actress — Michelle Chen — You Are the Apple of My Eye        |
| 2012 | Changchun Film Festival                                      | Nominee — Best Actress — Michelle Chen — You Are the Apple of My Eye                                                                                 |
| 2012 | Chinese Film Media Awards                                    | Winner — Favorite Performance — Michelle Chen — You Are the Apple of My Eye Nominee — Favorite Actress — Michelle Chen — You Are the Apple of My Eye |
| 2012 | LeTV Awards                                                  | Winner — Most Influential Movie Actress — Michelle Chen                                                                                              |
| 2011 | 48th Golden Horse Awards                                     | Nominee — Best Actress — Michelle Chen — You Are the Apple of My Eye                                                                                 |
| 2009 | 46th Golden Horse Awards                                     | Nominee — Best New Performer — Michelle Chen — Hear Me                                                                                               |

### Музыка
| Year | Awards                   | Notes                                       |
| ---- | ------------------------ | ------------------------------------------- |
| 2012 | CMA Chinese Music Awards | Winner — Best Movie Actress — Michelle Chen |